# لین کانوی
لین کانوی (به انگلیسی: Lynn Conway) (۲ ژانویهٔ ۱۹۳۸ – ۹ ژوئن ۲۰۲۴) مهندس کامپیوتر و زن ترنس آمریکایی بود. او به عنوان یک زن ترنس پس از آشکارسازی در جامعه نیز به عنوان زن شناخته شده بود. او فعالیت‌های فراوانی برای افراد تراجنسی انجام داد.